# Thüringerberg
Thüringerberg è un comune austriaco di 710 abitanti nel distretto di Bludenz, nel Vorarlberg.